# Inshes House
Inshes House ist ein Herrenhaus in der Stadt Inverness in der schottischen Council Area Highland. 1971 wurde das Bauwerk in die schottischen Denkmallisten in der Kategorie B aufgenommen. Der zugehörige Taubenturm ist als Denkmal der höchsten Kategorie A klassifiziert.

## Geschichte
Eine Plakette oberhalb des Haupteingangs weist das Baujahr 1767 aus. Das Anwesen ist jedoch älter, und das Baujahr spiegelt das Jahr des Neubaus wider. Den Vorgängerbau zerstörten royalistische Truppen unter Führung von James Graham, 1. Marquess of Montrose. Naheliegend erscheint, dass die Zerstörung von Inshes House im Zusammenhang mit der von Montrose angeführten erfolglosen Belagerung von Inverness 1650 erfolgte. Der Wiederaufbau auf den alten Grundmauern zahlte die Regierung. Rückwärtig wurden im Laufe des 19. Jahrhunderts eingeschossige Anbauten ergänzt. Der Taubenturm steht im Zusammenhang mit dem Vorgängerbau und ist daher älteren Datums. Möglicherweise handelt es sich um einen Eckturm des älteren Wehrbaus. Sein Baujahr wird auf um 1600 geschätzt.

## Beschreibung
Inshes House steht im Südosten von Inverness nahe der A9. Es handelt sich um ein dreigeschossiges, hohes Gebäude von schlichter Gestaltung. Seine Fassaden sind mit Harl verputzt, wobei Natursteineinfassungen abgesetzt sind. Seine nordwestexponierte Hauptfassade ist drei Achsen weit. Am zentralen, über eine Freitreppe zugänglichen Eingangsbereich ist das Mauerwerk rustiziert ausgeführt. Der Schlussstein des ornamentierten, rundbogigen Portals weist das Baujahr 1767 aus. Das rundbogige Kämpferfenster ist schlicht ausgeführt. Oculi flankieren das Portal. Während in die Südwestfassade ein Fenster je Geschoss eingelassen ist, sind die südost- und nordostexponierten Fassaden mit jeweils zwei Fenstern je Geschoss ausgeführt. Im Laufe des 19. Jahrhunderts wurden die Fenster der rückwärtigen Fassade zu Zwillingsfenstern umgestaltet. Inshes House schließt mit einem schiefergedeckten Walmdach mit traufständigen Kaminen.

### Taubenturm
Der Taubenturm steht etwa 30 Meter südöstlich von Inshes House. Die Seitenlänge seines annähernd quadratischen Grundrisses liegt bei etwa vier Metern. Das Feldstein-Bauwerk ist als Miniatur eines dreigeschossigen Tower House gestaltet. Seine Fassaden sind harl-verputzt mit abgesetzten Natursteineinfassungen. Von den einzelnen Fenstern mit gefasten Einfassungen in den Obergeschossen ist eines mit Mauerwerk verschlossen. In das Mauerwerk sind verschiedentlich Löcher und Schießscharten eingelassen, die sich im Inneren aufweiten. Das mit Steinplatten eingedeckte Satteldach ist mit firstständigen Kaminen ausgeführt. Im Innenraum des Taubenturms wurde ein Gesims aus dem späteren 16. oder frühen 17. Jahrhundert in das Mauerwerk eingelassen. Es zeigt ein Wappen und die Monogramme „TW“ und„AT“.